# Khutughtu Khan
Khutughtu Khan (22 dicembre 1300 – Onggachatu, 30 agosto 1329), conosciuto anche col nome di nascita di Kuśala e con quello cinese di Mingzong (in cinese: 元明宗), è stato imperatore della Cina nel 1329, della dinastia mongola degli Yuan.

## Biografia

### I primi anni e l'esilio
Egli era il figlio di Khayishan (Külüg Khan o Imperatore Wuzong) e di una mongola della tribù mongola di Ikhire. Dal momento che l'amministrazione Khayishan era alquanto instabile per l'epoca, suo fratello minore Ayurbarwada e sua madre Dagi del clan dei Khunggirad, decisero di chiedere a Khayishan di nominare Ayurbarwada principe ereditario, carica che sarebbe poi passata a Kuśala dopo l'ascesa al trono del fratello.
Fu così che dopo la morte di Khayishan, Ayurbarwada gli succedette al trono nel 1311 e Dagi, Temüder e altri membri della fazione Khunggirad decisero di installare il figlio di Ayurbarwada, Shidebala quale nuovo imperatore al posto di Kuśala dal momento che sua madre proveniva dalla tribù degli Ikhires che erano estranei ai Khunggirad.
Per assicurare l'ascesa a Shidebala, egli ottenne il titolo di re di Chou e venne relegato nello Yunnan nel 1316; ma decise di portarsi nel Khanato di Chagatai, ospite di Esen Bukha, nell'Asia centrale, dopo il fallimento di una rivolta a Shaanxi. Mentre si trovava in esilio nell'Asia centrale, Kusala sposò Mailaiti, figlia di un Temud di Qarluq.

### Breve ascesa al trono e morte
Anche se la fazione rivale era stata sterminata da Yesün Temür Khan (Imperatore Taiding) quando Shidibala Khan (Imperatore Yingzong) era stato assassinato, Kusala preferì rimanere in Asia centrale. Egli estese la propria influenza nelle fortezze collocate ad ovest delle montagne Altai.
Nel 1328 quando morì Yesün Temür Khan, scoppiò una guerra civile tra Ragibagh che aveva base a Shangdu e Tugh Temür che aveva base a Dadu. Il primo era figlio di Yesün Temür mentre il secondo era il fratello minore di Kuśala che veniva supportato da molte fazioni guidate da Qipchaq e El Temür oltre che dal comandante Bayan, governatore di Henan. Il conflitto si concluse con la vittoria di Tugh Temür dal momento che egli seppe assicurarsi il supporto di gran parte dei principi, degli aristocratici e dei signori della guerra del sud del Deserto del Gobi. Tugh Temür richiamò suo fratello a Dadu.
Nello stesso tempo, Kuśala, con il supporto dei capi Chaghadai, Eljigidey e Duwa Temür, entrò in Mongolia dalla regione del Tarbagatai. Egli ottenne supporto dai generali e dai principio della Mongolia e, grazie ad un copioso esercito, fece pressione su Tugh Temür che già era asceso al trono. Kuśala ascese al trono il 27 febbraio 1329 a Karakorum.
Tugh Temür dovette dichiarare la propria abdicazione. L'anno successivo, El Temür portò i sigilli imperiali a Kuśala in Mongolia e gli annunciò l'intento della capitale Dadu di accoglierlo con tutti gli onori. Kuśala in risposta nominò Tugh Temür quale suo erede al trono. Kuśala concesse ai propri fedelissimi i posti principali dell'amministrazione dello stato.
Sulla via verso Dadu, il 26 agosto Kuśala, che aveva con sé un seguito di 1.800 uomini, si incontrò con Tugh Temür presso Ongghuchad (Onggachatu) dove Tugh Temur aveva costruito la città di Chung-tu. L'Imperatore Kusala morì quattro giorni dopo questo incontro, a seguito di un banchetto con Tugh Temür. La tradizione vuole che Kuśala sia stato avvelenato da El Temür in quanto temeva di perdere il proprio potere verso i principi e gli ufficiali del Khanato Chagatai e della Mongolia. Tugh Temür venne restaurato al trono l'8 settembre di quell'anno.

## Famiglia
Khutughtu Khagan ebbe due mogli e generò due futuri Gran Khan dei Mongoli.
Khutughtu Khagan sposò Mailaiti, discendente del famoso capo della tribù Qarluq, Arslan, che si sottomise a suo tempo a Gengis Khan:
Tra i loro figli si ricordano:
- Toghan Temur

Altra sua moglie fu Babusha dei Naiman che diede alla luce:
- Rinchinbal Khan